# Le Landeron
Le Landeron (französisch [lə lɑ̃dʀɔ̃], im früheren frankoprovenzalischen Ortsdialekt [y lɛ̃ˈdrɔ̃], früher deutsch Landern) ist eine politische Gemeinde im Schweizer Kanton Neuenburg. Zwischen 1875 (Fusion mit Combes) und 1966 hiess die Gemeinde offiziell Landeron-Combes.

## Geographie
Das historische Städtchen Le Landeron liegt am Jurasüdfuss, am Ufer des Zihlkanals und des Bielersees. Die Altstadt wurde im einst sumpfigen Seeland zwischen Armen der damals mehrarmig mäandrierenden Zihl auf einer sandigen Insel erbaut, einem runden sandächten Boden [sur des Landes rondes], wie Hans Jacob Leu im ältesten eidgenössischen Lexikon teilweise volksetymologisch schrieb. Effektiv geht der Name auf galloromanisch *landa «ebenes Brachland» (vgl. franz. lande), ergänzt um das Suffix -erōne zurück. Während die Stadt in der Ebene der Zihl liegt, ziehen sich die neuen Quartiere mit der Station der Linie Biel – Neuenburg gegen Norden hin.
Die Fläche der Gemeinde beträgt 1031 Hektaren; davon sind 44 % mit Wald bedeckt, 41 % werden landwirtschaftlich genutzt und 13 % sind überbaut.

## Geschichte

Historisches Luftbild von Werner Friedli von 1962

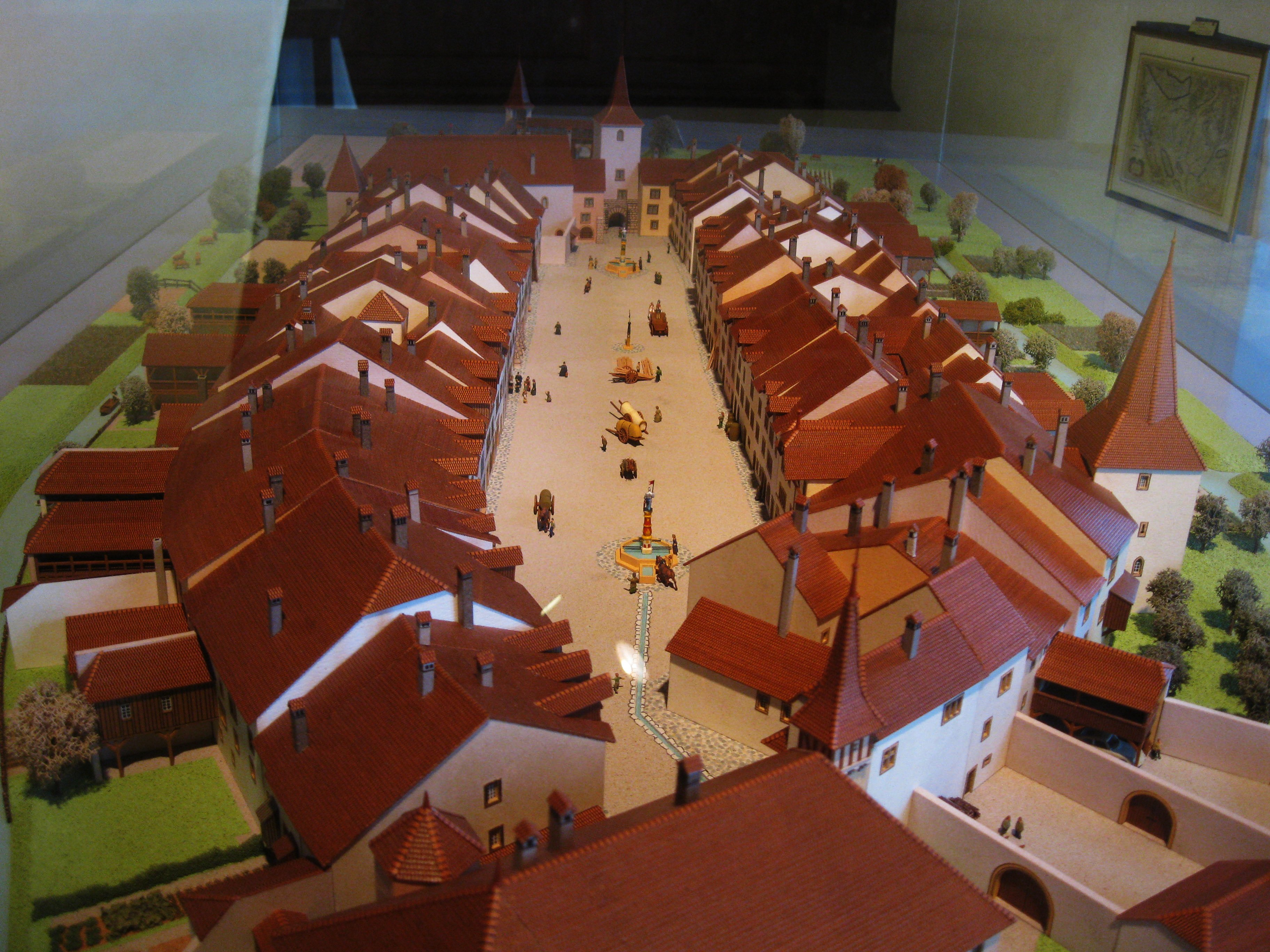
Altstadt um 1680, Modell im Musée de l’Hôtel de Ville

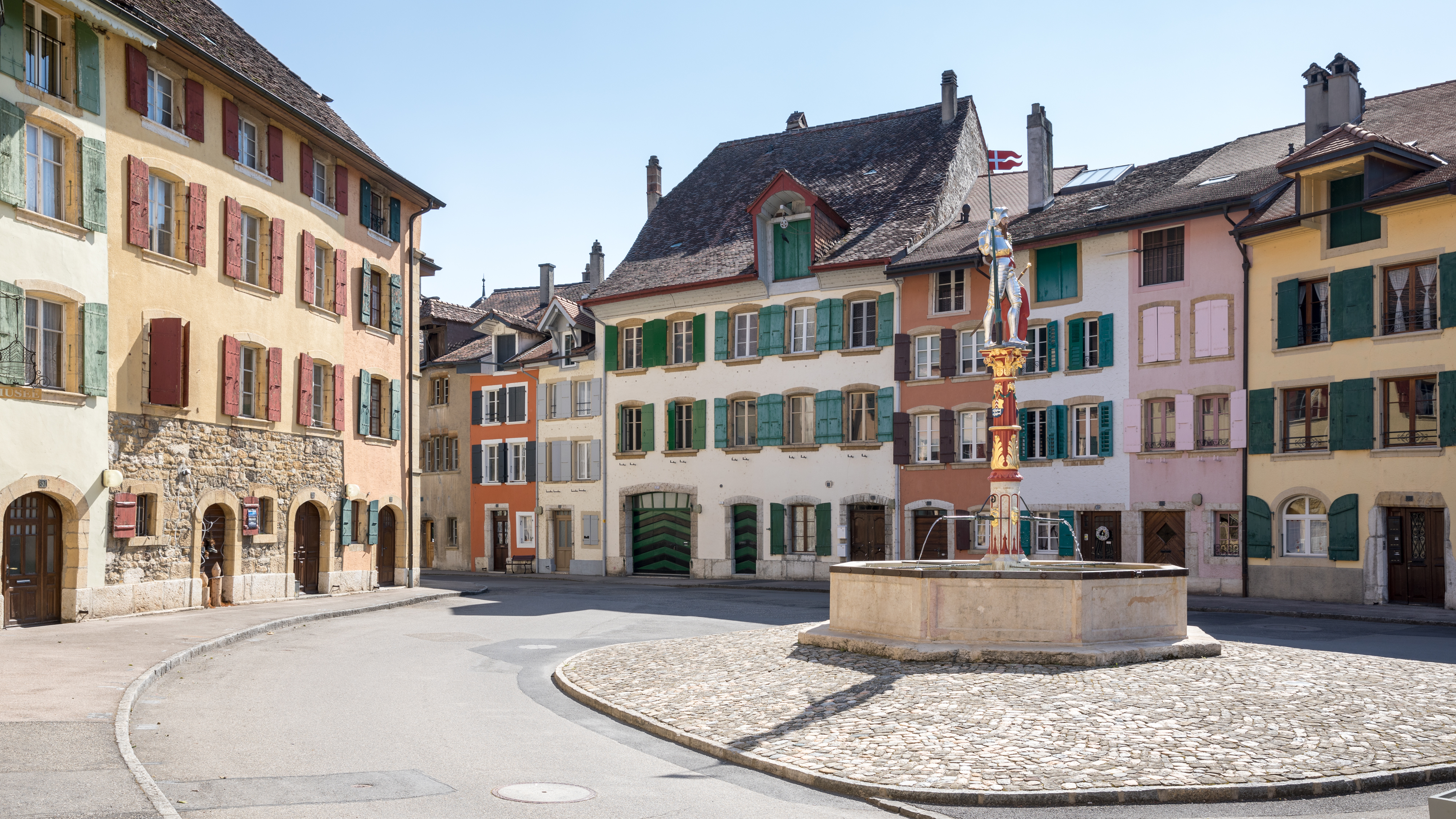
Le Landeron mit St. Mauritius-Brunnen

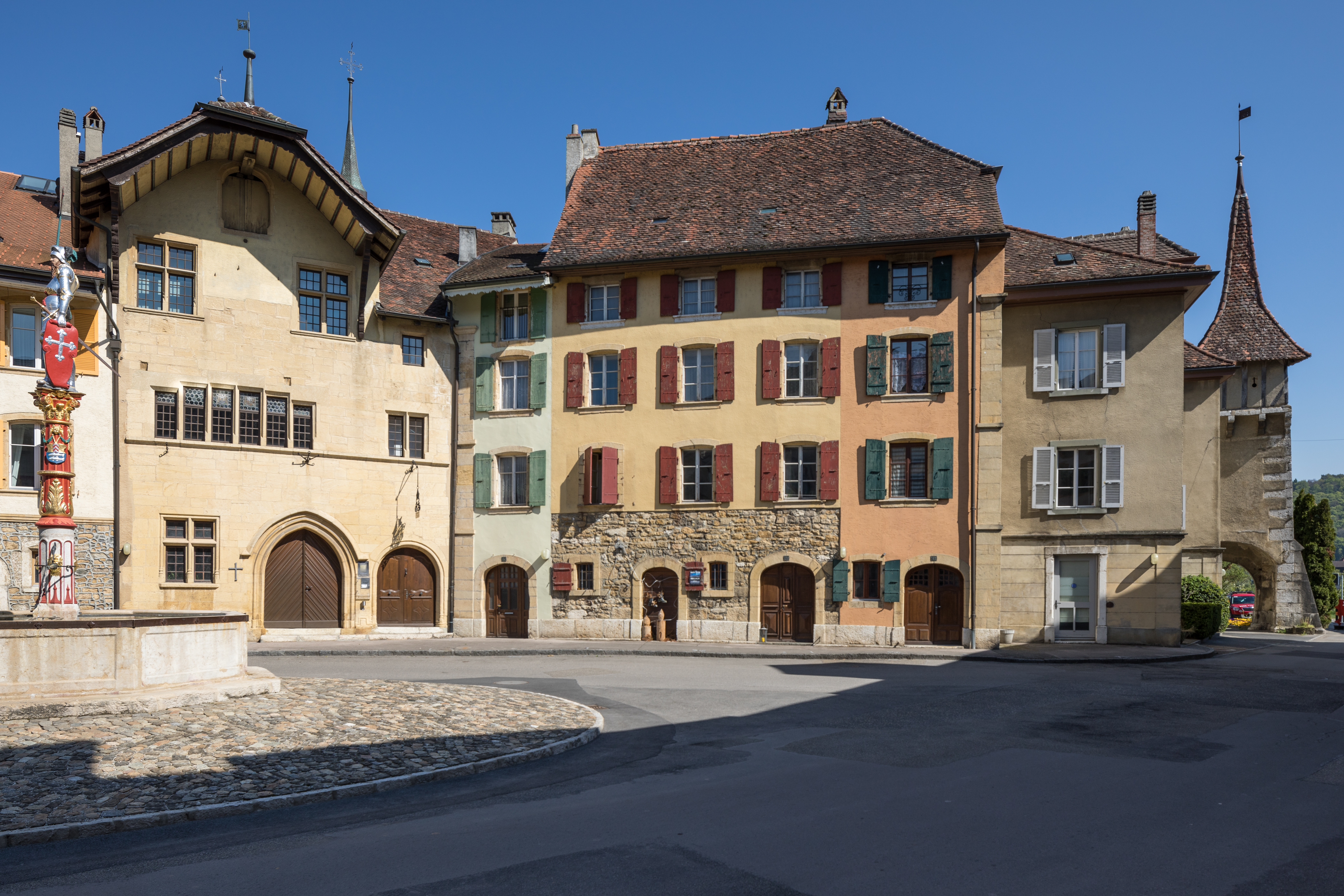
Ville mit Mauritiusbrunnen, Rathaus & Märtyerkapelle, Wohnhäusern und Südturm

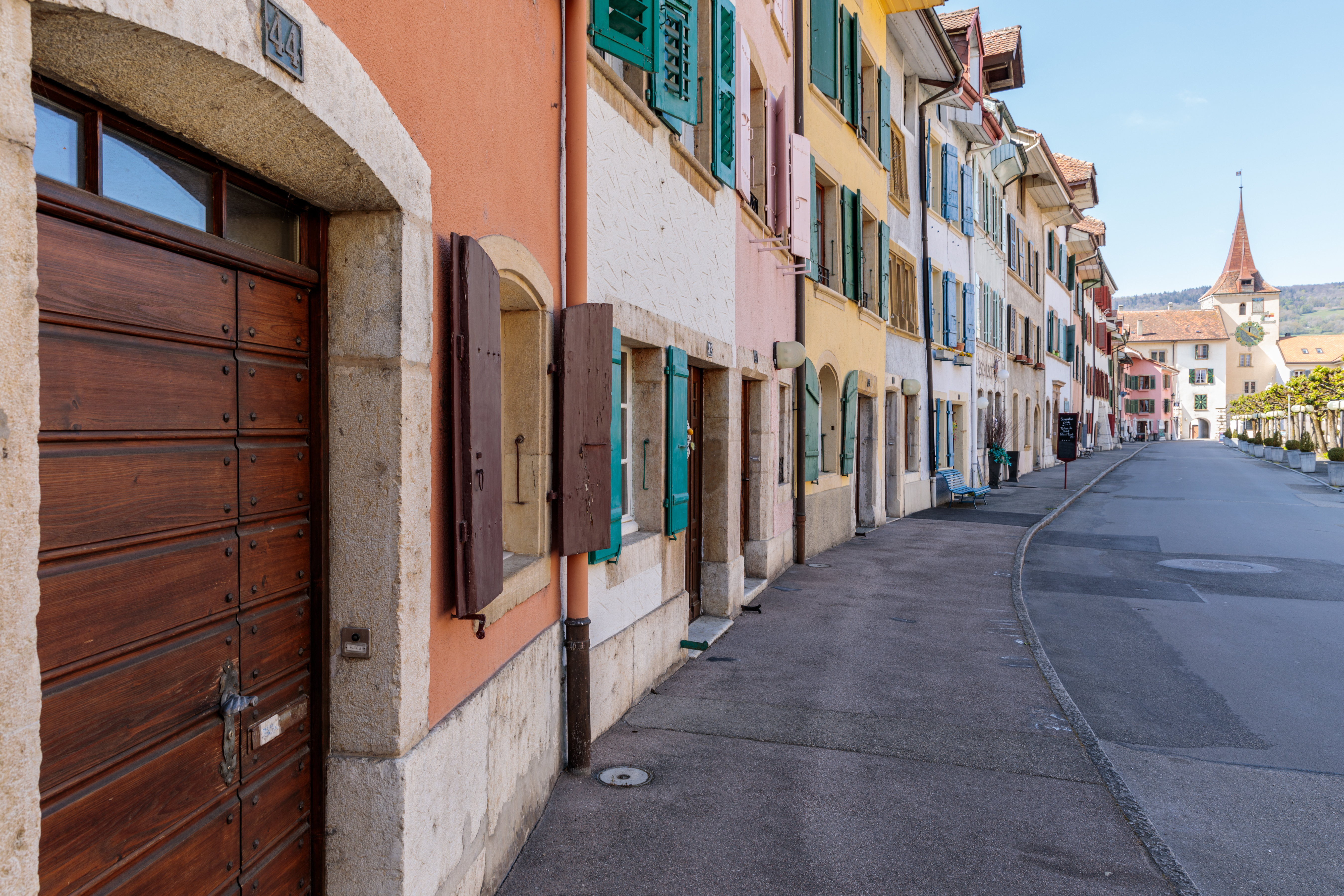
Ville West mit Nord- oder Uhrturm

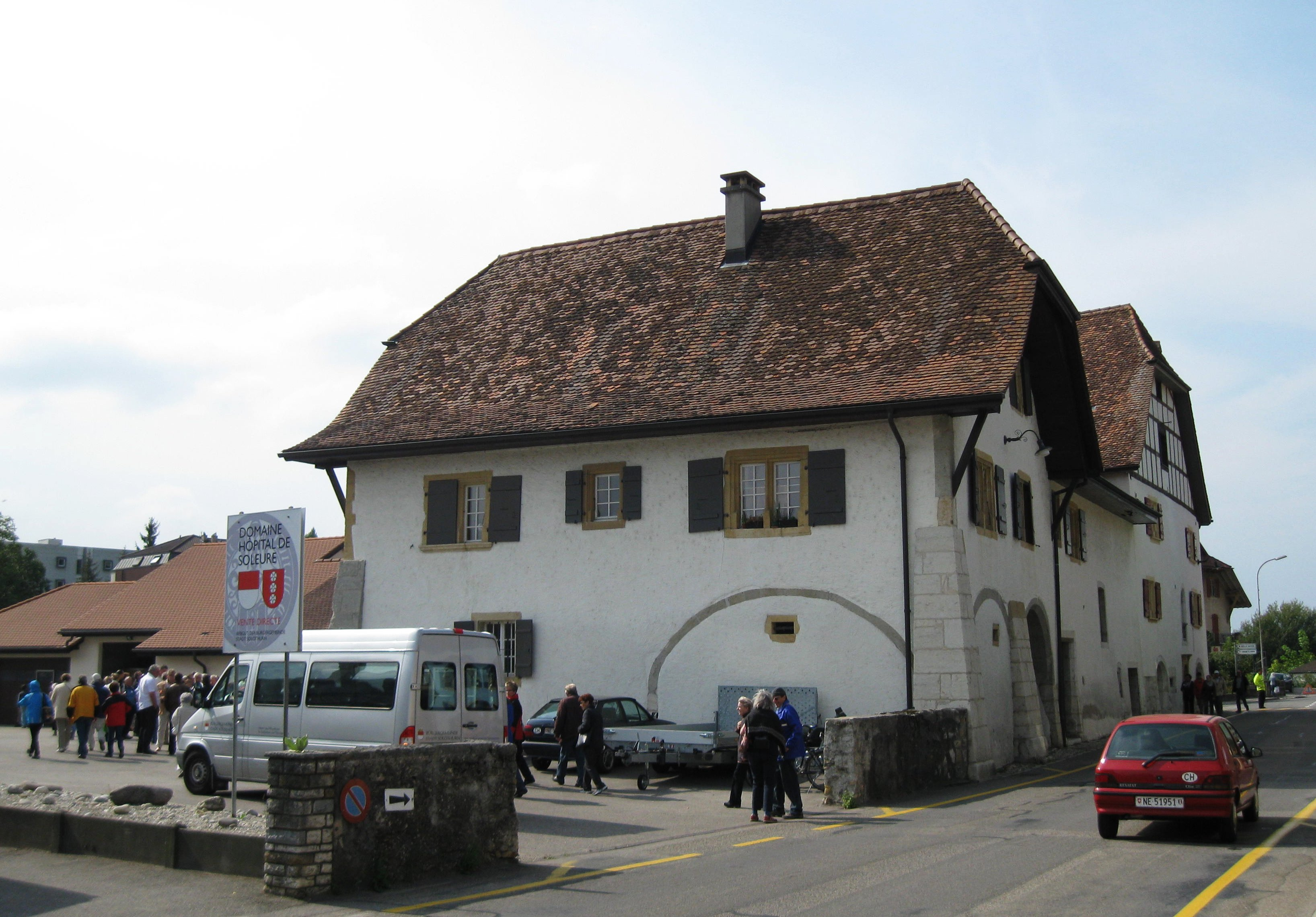
Weinkellnerei der Bürgergemeinde Solothurn

Bei Les Prises ist ein stark abgewetterter Schalenstein mit etwa 90 Schälchen gefunden worden. Es gibt Einzelfunde aus der Pfahlbauzeit. Zwischen Landern und Neuenstadt fand man römische Münzen. Die im Tal von Nugerol gefundenen Fossilien befinden sich in den Museen von Biel und Basel.
Bereits im frühen Mittelalter stand auf der Anhöhe am Jurafuss eine Festung namens Nugerol. Sie wurde von den Grafen von Neuenburg gegen das Bistum Basel erbaut. 1260 wurde Nugerol mit dem Freibrief ausgestattet und wurde damit zur Marktstadt. Noch im selben Jahr wurde das Städtchen jedoch in einem bewaffneten Konflikt zwischen den Grafen und dem Fürstbischof von Basel dem Erdboden gleichgemacht. Als Folge davon erbaute der Fürstbischof 1283 die Burg Schlossberg und 1312 das Marktstädtchen Neuenstadt.
Im Jahr 1325 verkaufte die Abtei von St. Johannsen (St. Jean) dem Grafen von Neuenburg die Weidegründe Landeren zur Errichtung einer neuen befestigten Ortschaft. Durch Gräben wurde der Moränestreifen entsumpft. Der Ort war so gewählt, dass er am Ufer der Zihl zu liegen kam und so an den damaligen Hauptverkehrsadern lag. 1349 wurde Le Landeron in Anerkennung seiner Verdienste zur Baronie erhoben und das Stadtrecht verliehen.
1449 schlossen die nunmehr wohlhabenden Bürger von Le Landeron mit der Stadt Solothurn einen «ewigen Bund»; diese hatte bereits lange vorher ein Auge auf die Gebiete des Seelands geworfen, um die sich das Bistum Basel, die Grafen von Neuenburg und die Berner stritten. Dieses gegenseitige «Burgrecht» wurde bis 1783 mehrmals bestätigt. Im 16. Jahrhundert erreichte dieser Machtkampf einen Höhepunkt, als die Neuenburger (Farel) Le Landeron reformieren wollten. Dank Solothurns Unterstützung blieb das Städtchen zusammen mit dem benachbarten Cressier katholisch. 1707 mussten sich die Solothurner schliesslich aus der Gegend zurückziehen, als die Preussen Neuenburg übernahmen (siehe dazu auch den Abschnitt Geschichte im Artikel Kanton Neuenburg).
Während die katholischen Kantone im Rahmen der gregorianischen Kalenderreform 1584 zum Gregorianischen Kalender, und somit vom 12. sofort zum 22. Januar wechselten, verweigerten sich die protestantischen Kantone dem «papistischen» Kalender bis ins 18. Jahrhundert. In Le Landeron und Cressier führte dies dazu, dass die beiden Gemeinden über hundert Jahre zehn Tage vor dem Rest der Neuenburger lebten, mit eigenem Sonntag, eigener Weihnacht…
Le Landeron baute seinen Wohlstand auf der Landwirtschaft und dem Kunsthandwerk auf. Die Stadt war dank diverser Freibriefe unabhängig und die Bürger selbstbewusst. Dazu beigetragen haben die drei Zünfte, welche zum Teil bis heute Bestand haben.
Im 19. Jahrhundert ging Le Landeron mit der Zeit und setzte auf Gewerbefreiheit und die Werte der französischen Revolution. Nach der Schaffung von Republik und Kanton Neuenburg 1848 schloss es sich diesem an und baute Strassen- und Eisenbahnverbindungen und Fabriken für die wachsende Uhrenindustrie.
Als bei der ersten Juragewässerkorrektion das Grosse Moos trockengelegt wurde, erlebte die Landwirtschaft einen Aufschwung (Gemüsekulturen). 1888 wurde das Dörflein Combes eingemeindet.

## Kunst und Kultur
Aus dem kulturellen Bereich erwähnenswert sind die beiden im Januar durch die beiden Zünfte gefeierte Feste der Heiligen Sebastian, Fabian und Antonius, sowie Fronleichnam, das bis auf den heutigen Tag gemeinsam von der Pfarrei, der Bürgergemeinde, Vereinen und den Zünften unter großer Anteilnahme der alteingesessenen Bevölkerung begangen wird.

### Altstadt
Die Altstadt ist mit Ausnahme des abgebrochenen Hauses neben der Portette erhalten geblieben und steht unter Schutz der Eidgenossenschaft.
Das alte Rathaus stammt aus dem 15. Jahrhundert. Es besteht aus zwei Teilen: der Kapelle der Zehntausend Ritter und einem weltlichen Haus. Im ersten Stock befindet sich ein gotischer Saal mit einer Gewölbedecke, sechs ungleichen Fenstern und Wandtäfelungen von 1647. Im Rathaus befindet sich das Stadtmuseum.
Einziges Gotteshaus innerhalb der Stadtmauern ist die Kapelle der Zehntausend Ritter, 1450 im Erdgeschoss des Rathauses erbaut. Ab 1699 bis Ende des 20. Jahrhunderts wurde sie von den Kapuzinern des 1696 gegründeten Klösterchens bedient. Entgegen der früheren Regel sitzen die Frauen in diesem katholischen Gotteshaus rechts (statt links) zum Dank, dass sie den Reformator Farel vertrieben haben, während die Männer in den Weinbergen an der Arbeit waren. Im Januar finden hier jährlich die beiden Zunftmessen statt. Die Pfarrkirche St. Mauritius, welche sich außerhalb von Stadt und Bollwerk befindet, wurde 1832 als Ersatz für eine frühere baufällige Kirche in Nugerol erbaut.
Gleich neben dem Stadttor befindet sich das Schloss. Im Schlosshof weisen die modernen Wandmalereien hin auf die beiden Zünfte St-Fabien und St-Antoine, die Bürgergemeinde (Coopération de St-Maurice; Name der Pfarrkirche) und die jahrhundertelange militärische und wirtschaftliche Städtepartnerschaft mit der Stadt Solothurn seeabwärts.
Das Hôtel de Nemours ist eine mittelalterliche Taverne, die bis heute von einer alteingesessenen Familie geführt wird. Dieses Gebäude von historischem Interesse trägt seinen Namen von der Duchesse (Herzogin) de Nemours.
Die Hauptgasse ist das Zentrum des Städtchens Le Landeron. Hier findet sich der um 1549 erbaute Brunnen des Tapferen (fontaine du Brave) und der Brunnen des Stadtpatrons Mauritius von 1574. Die beiden Brunnen werden durch eine Lindenallee verbunden, die unter der Herrschaft des Marschalls Louis-Alexandre Berthier angepflanzt wurde. Die Häuser der Altstadt stammen grösstenteils aus dem 16. und 17. Jahrhundert, mit Kern aus dem 14. Jahrhundert. Die ungewöhnliche Breite der Gasse ergibt sich daraus, dass es sich ursprünglich um den Bauplatz für zwei weitere Reihen Häuser handelt, getrennt durch einen Ehgraben. Nachdem aber die eine Stadthälfte abgebrannt war, ohne dass das Feuer auf die andere Seite vordringen konnte, wurden diese Pläne aufgegeben und der Raum als Marktplatz genutzt.

### Museen
Im Stadtmuseum im historischen Rathaus (Musée de l’Hôtel de Ville) wird die Geschichte der Stadt dargestellt. Es finden sich alte Waffen wie Kanonen aus der Schlacht bei Murten, Fahnen, Rüstungen, Gegenstände aus der alten Abtei, aber auch Radierungen und Neuenburger Pendulen. Zudem sind viele alte Rebbau-Werkzeuge ausgestellt.
Im Centre scolaire des Deux Thielles (C2T) gibt es eine permanente Ausstellung von Zeichnungen schweizerischer und internationaler Künstler. Die Sammlung wurde von dem Schweizer Künstler Martin Disler angelegt.
Le Landeron gilt als «Stadt der Antiquitäten». In der Altstadt reihen sich Antiquitätengeschäfte, Brockenstuben, Kunsthandwerksgeschäfte und Kunstgalerien aneinander. Am letzten Wochenende im September findet hier der grösste Trödler- und Antiquitätenmarkt der Schweiz statt.

## Bevölkerung

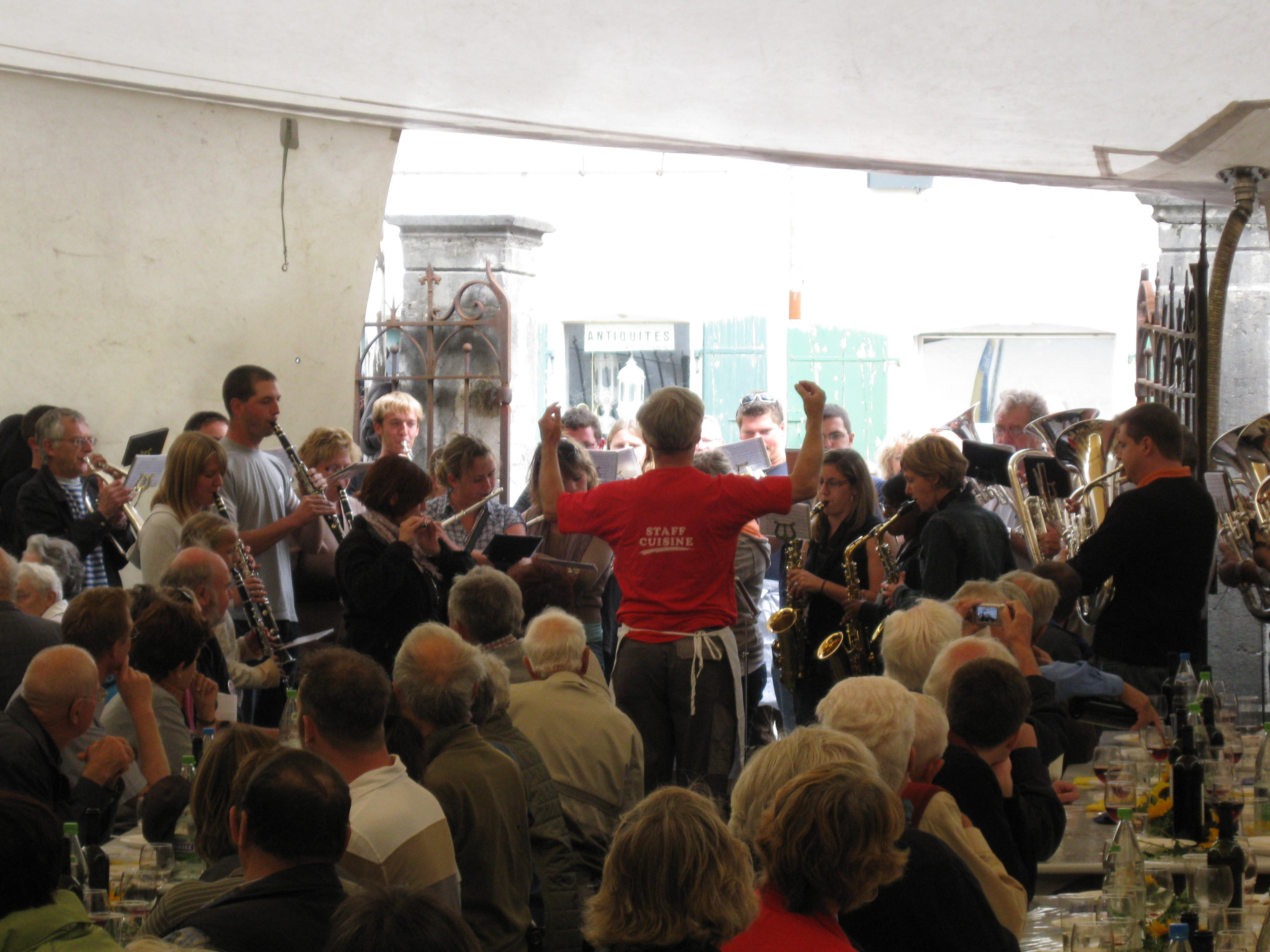
Musikgesellschaft Landeron

### Einwohnerentwicklung
| Jahr      | 1750 | 1850  | 1900  | 1950  | 2000  | 2010  |
| Einwohner | 591  | 1 012 | 1 423 | 1 724 | 4 227 | 4 441 |

Quelle: Historisches Lexikon der Schweiz

### Sprachen
Die Amts- und Verkehrssprache ist Französisch. Le Landeron befindet sich direkt an der Sprachgrenze, welche durch die Zihl gebildet wird.

### Konfessionen
Traditionell ist Le Landeron römisch-katholisch (siehe Geschichte). Durch das starke Wachstum der Gemeinde als Teil der Neuenburger und Berner Agglomeration haben sich in der zweiten Hälfte des 20. Jahrhunderts die Verhältnisse insbesondere durch die grosse Anzahl an Zuzügern geändert.
| Jahr         | 1904 | 1980 | 1990 | 2000 |
| Protestanten | 49 % | 50 % | 45 % | 39 % |
| Katholiken   | 51 % | 41 % | 39 % | 35 % |
| Andere       |      | 2 %  | 3 %  | 5 %  |
| Keine        |      | 7 %  | 13 % | 21 % |

### Herkunft
| Jahr        | 1784 | 1900 | 1904 | 1950 | 1980 | 1990 | 2000  |
| Bevölkerung | 685  | 1423 | 1446 | 1724 | 3287 | 3899 | 4227  |
| Schweizer   |      | 1344 |      | 1662 | 2853 | 3316 | 3560* |
| in %        |      | 94   |      | 96   | 87   | 85   | 84    |
| Ausländer   |      | 79   |      | 62   | 434  | 583  | 667   |
| in %        |      | 6    |      | 4    | 13   | 15   | 16    |

* inkl. 286 Naturalisierte und 466 Doppelbürger

### Altersstruktur
| Jahr  | 1980 | 1980 | 1990 | 1990 | 2000 | 2000 |
| 0–19  | 935  | 28 % | 978  | 25 % | 1048 | 25 % |
| 20–39 | 1094 | 33 % | 1249 | 32 % | 1166 | 28 % |
| 40–64 | 850  | 26 % | 1199 | 31 % | 1442 | 34 % |
| 65-   | 408  | 12 % | 473  | 12 % | 571  | 14 % |
| total | 3287 |      | 3899 |      | 4227 |      |

Prozentzahlen gerundet, daher in der Summe nicht immer genau 100 %.

## Politik

### Legislative
Die Legislative besteht aus dem Generalrat (conseil général) mit 41 Mitgliedern. Die Wahlen seit 1944 führten zu folgenden Ergebnissen:
| Jahr                      | 1944  | 1948  | 1952  | 1956  | 1960  | 1964  | 1968  | 1972  | 1976  | 1980  | 1984  | 1988  | 1992  | 1996     | 2000  | 2004  | 2008  | 2012  | 2016  | 2020  | Sitzverteilung 2020                                                  |
| Canette (Bierdosenpartei) | n. a. | n. a. | n. a. | n. a. | n. a. | n. a. | n. a. | n. a. | n. a. | 8     | 8     | 8     | 8     | 15       | 14    | 11    | 13    | 14    | 19    | 15    | Insgesamt 41 Sitze - SP: 8 - GLP: 3 - Canette: 15 - FDP: 11 - SVP: 4 |
| Radikale                  | 13    | 15    | 15    | 16    | 14    | 15    | 17    | 15    | 10    | 8     | 8     | 9     | 8     | 8        | 7     | 7     | 6     | 14    | 9     | 11    | Insgesamt 41 Sitze - SP: 8 - GLP: 3 - Canette: 15 - FDP: 11 - SVP: 4 |
| Liberale-PPN              | 14    | 16    | 14    | 14    | 11    | 12    | 13    | 14    | 13    | 11    | 12    | 10    | 14    | 12       | 10    | 9     | 7     | 14    | 9     | 11    | Insgesamt 41 Sitze - SP: 8 - GLP: 3 - Canette: 15 - FDP: 11 - SVP: 4 |
| Sozialisten               | 6     | 4     | 6     | 7     | 11    | 10    | 11    | 8     | 9     | 5     | 5     | 7     | 6     | 6        | 10    | 14    | 10    | 8     | 8     | 8     | Insgesamt 41 Sitze - SP: 8 - GLP: 3 - Canette: 15 - FDP: 11 - SVP: 4 |
| UDC                       | n. a. | n. a. | n. a. | n. a. | n. a. | n. a. | n. a. | n. a. | n. a. | n. a. | n. a. | n. a. | n. a. | n. a.    | n. a. | 0     | 5     | 5     | 5     | 4     | Insgesamt 41 Sitze - SP: 8 - GLP: 3 - Canette: 15 - FDP: 11 - SVP: 4 |
| Grünliberale              | n. a. | n. a. | n. a. | n. a. | n. a. | n. a. | n. a. | n. a. | n. a. | n. a. | n. a. | n. a. | n. a. | n. a.    | n. a. | n. a. | n. a. | n. a. | n. a. | 3     | Insgesamt 41 Sitze - SP: 8 - GLP: 3 - Canette: 15 - FDP: 11 - SVP: 4 |
| ILR                       | n. a. | n. a. | n. a. | n. a. | n. a. | n. a. | n. a. | 4     | 9     | 9     | 8     | 7     | 5     | →Canette | n. a. | n. a. | n. a. | n. a. | n. a. | n. a. | Insgesamt 41 Sitze - SP: 8 - GLP: 3 - Canette: 15 - FDP: 11 - SVP: 4 |
| Christlichsoziale         | n. a. | n. a. | n. a. | n. a. | 3     | 4     | 0     | n. a. | n. a. | n. a. | n. a. | n. a. | n. a. | n. a.    | n. a. | n. a. | n. a. | n. a. | n. a. | n. a. | Insgesamt 41 Sitze - SP: 8 - GLP: 3 - Canette: 15 - FDP: 11 - SVP: 4 |

### Nationale Wahlen
Die Stimmenanteile der Parteien anlässlich der Nationalratswahl 2023 betrugen: FDP 28,1 %, SP 21,7 %, SVP 17,0 %, GPS 13,9 %, glp 9,0 %, PdA 6,3 %, Die Mitte 2,7 %, EDU 1,4 %.

### Städtepartnerschaft
Le Landeron unterhält seit 1449 eine – ursprünglich militärische – Partnerschaft mit der Stadt Solothurn.

## Wirtschaft
Le Landeron ist ein traditionsreicher Weinbauort. Die Rebberge befindet sich an den Hängen gegen den Bielersee und gegen das Dörflein Combes hin. Die bekanntesten Rebgüter werden seit Jahrhunderten von den Familien Frochaux, Ruedin und vom Bürgerspital Solothurn (vigne de l’Hôptal de Soleure) betrieben. Ursprünglich stellte auch der Fischfang eine wichtige Einnahmequelle dar, heute der Gemüseanbau.
Der Fremdenverkehr ist für die kleine Stadt sehr wichtig.

### Freizeit
Neben den unter «Kunst und Kultur» beschriebenen Sehenswürdigkeiten verfügt Le Landeron über einen Hafen, ein Strandbad, einen Campingplatz und mannigfaltige Freizeitmöglichkeiten. Das Schwimmbad liegt direkt am See und verfügt über Schwimmbecken und Badestrände. Besondere Attraktion ist die 67 m lange Wasserrutschbahn. Im Bootshafen wird vor allem dem Wassersport gefrönt. Ruderboote, Segelboote, Fischerboote und Pedalos können betrachtet und teilweise auch gemietet werden. Im See kann man segeln, tauchen, surfen, angeln und schwimmen.
Neben dem Wassersport bietet die unmittelbare Umgebung von Le Landeron zahlreiche Freizeitmöglichkeiten. Der nahe gelegene Zihlkanal und das Naturschutzgebiet der Alten Zihl eignen sich für Spaziergänge, Wanderungen und Radwanderungen. Freizeitangler können zeitlich limitierte Fischerpatente erwerben und hier ihrem Hobby nachgehen. Des Weiteren verfügt Le Landeron über eine ausgebaute Skaterpiste.

### Verkehr
Le Landeron ist gut an das Verkehrsnetz angeschlossen. Per Auto kann es über die A5 erreicht werden, per Eisenbahn mit den Regionallinien der SBB an der Bahnstrecke Lausanne–Biel/Bienne. Zudem wird es von den Schifffahrtslinien auf dem Bielersee und einer Postautolinie nach Gals und Erlach bedient. Der öffentliche Regionalverkehr ist jedoch nur schwach ausgebaut und spielt eine sehr geringe Rolle (von 1980 bis 2000 von ca. 20 % auf ca. 10 % gesunken).

## Wappen
Obere Hälfte: dreigeteilt in Gold und mittig drei silbernen Sparren auf rotem Grund: aus dem vorrepublikanischen Staatswappen des Kantons Neuenburg;
untere Hälfte: zwei silberne Fische auf blauem Grund: Bezug zu einem ehemals wichtigen Wirtschaftszweig.

## Persönlichkeiten
- René Quellet (1931–2017), Pantomime-Künstler